# 护心
《护心》，中国大陆古装仙俠剧，改编自九鹭非香同名小说。由导演何澍培执导，九鹭非香担任编剧，侯明昊、周也领衔主演，王以纶、陈欣予、左叶、关智斌、刘耀元主演，张智尧特别出演。该剧于2021年8月在横店拍摄，同年12月1日杀青。于2023年5月9日在优酷首播，臺灣由LINE TV同步跟播。

## 剧情概要
落川灵龙天曜（侯明昊 飾）在大婚之日遭到未婚妻素影（楊蓉 飾）暗算，绝望之际取下护心鳞，丹鳞合一抛出阵法结界，自己化为龙形后被素影封印；婴儿雁回（周也 飾）天生心口残缺，被放入桶中漂入黑河。是夜，从天落下的护心鳞正好掉在了雁回的心口。天曜和雁回自此展开一段奇缘...

## 播放平台
| 頻道    | 所在地   | 日期          | 時間  | 備註                                                      |
| 优酷    | 中国大陆 | 2023年5月9日  | 18:00 | VIP 會員：每周二至周四更新2集 非會員：每周二至周四更新1集 |
| LINE TV | 臺灣     | 2023年5月9日  | 22:00 |                                                           |
| Viu     | 香港     | 2023年5月25日 |       |                                                           |

## 演員表

### 主要演员
| 演員                  | 角色 | 简介 | 国语配音 |
| 侯明昊                | 天曜 | 千年靈龍 温潤如玉，清雅雋秀的少年。天曜一腔赤誠地愛了一回，卻被所愛之人封印於異處。在一次意外中，雁回釋放了天曜的龍魂給了天曜一線生機，於是天曜欺騙、利誘她幫自己尋回身體的各個部位。一開始雁回對他而言只不過是一枚棋子，但兩人經歷生死後，雁回的出現猶如一抹微光再次照亮他的人生。而天曜也再次毫無保留地愛上雁回。 | 陈张太康 |
| 周也 （童年：陈芷琰） | 雁回 | 辰星山徒弟 神采飛揚，明豔逼人的少女。雁回剛出師門便入了千年“妖龍”天曜的圈套，她心中帶着提防與天曜踏上征程。一路走來雁回漸漸愛上了天曜，卻遭心上人一劍取鱗，經此一劫，雁回本想與天曜此生不復相見。可她卻拗不過天意，再次對天曜動心，甚至為救所愛之人於黑河底下練究幽冥賦，成為黑氣之主，本想做個除妖大俠的她，沒想到卻做了妖。最後，完全參悟幽冥賦，順利煉化回護心鱗交還給天曜，並以自身消散為代價，淨化所有大地黑氣，與天曜在15年後再次相遇。 | 徐佳琦   |

### 其他演員
| 演員                               | 角色         | 簡介 | 配音     |
| 楊蓉                               | 素影         | 廣寒門掌門人 清麗出塵如月中仙。素影本是玄門中流砥柱，卻誤入紅塵風月，為一己私利屠殺靈龍天曜，不想屠龍之戰讓她失去所愛之人陸慕生。為重新找回愛人，素影壞事做絕，眾叛親離，最終，被所愛之人陸慕生所刺，陸慕生隨後也自毀其凝識丹，臨死之際要求天曜以龍火焚之，而素影也落得自殉而亡的下場，死亡前與陸慕生同樣感慨「如果當初沒有與你相識，便好了」                                                                 | 邱秋     |
| 王以綸 （童年：張洛齊） （加拿大） | 白曉生       | 影妖 天生性格心狠手辣，他本是來無影去無踪的，卻因真身被伏陰控制無法自由的遊蕩於人間，千百年來見慣了人世間虛情假意的白曉生，卻在見到雁回後重新相信人間真情。雁回的多次相護而喜歡上雁回，決定傾盡所有去守護她，最終在天曜與雁回的幫助下，奪回真身恢復自由。 | 吳韜     |
| 左葉                               | 鳳千朔       | 七絕堂老板 富甲一方的鳳家獨子，表面是風流倜儻的貴公子，暗地裡培養自己的勢力想調查清楚當年父母被妖僕所殺的真相。鳳千朔因父母死於妖僕之手，心中一直憎恨妖怪，多年來一直在調查父母被殺的幕後主使。而後，危急時刻開啟父母留下的秘寶，攜手與秘寶內父親的鳳凰妖僕合作解開誤會，將當年為了獨佔鳳家產業殺害父母的叔叔斬殺。與弦歌有情人終成眷屬，育有一子一女。                                                       | 弋凡     |
| 陳欣予                             | 弦歌         | 青丘國國主義女 從小流離失所的孤兒弦歌幸得青丘國國主塵意相救，被塵意收為義女。為報塵意恩情弦歌自願成為青丘安插在中原玄門做密探。為此弦歌離開青丘來到永州城，以忘語樓為幌子在永州城下建立了地下城保護同族。弦歌一直心儀鳳千朔但因鳳千朔對妖族的芥蒂，兩人無法真的在一起。而後，鳳千朔解開父母被妖族殺害的誤會，兩人得償所願在一起，育有一子一女。                                                               | 白杺瓚   |
| 張智堯 （中國香港）                | 凌霄         | 辰星山掌門 雁回的師傅，凌霄氣度雍容，端方雅正，對徒弟們不苟言笑，其實十分護犢子。為守護人間太平一心抵抗伏陰，多次涉險。仙魔大戰之時，為了守護玄門弟子以一己之力對抗伏陰，最終壯志未酬，身死魂消。 | 敖磊     |
| 龍政璇                             | 凌霏/素娥    | 辰星山戒律堂長老 素影妹妹，十分羨慕從小比自己強大的姊姊。認為凌霄偏袒雁回，因忌妒擅自開啟斬妖陣殺害雁回。被素影身旁的侍女云夢仙姑所騙，實為伏陰手下，在不知情的情況下，用盡畢生修為動用血祭術讓素影甦醒，為了重新得到力量，以及修復毀容的臉，選擇投靠黑氣之主伏陰，殺害眾多無辜廣寒門弟子。後被姊姊素影所殺。                                                                                                 | 賀文瀟   |
| 關智斌 （中國香港）                | 長嵐 ／ 塵意 | 監國 青丘國雙生子中的悲慘次子，雖剛一出生便因雙生子不祥的傳言而被奪去雙目，卻性格溫和，懂得大局。長大後離開青丘，途徑龍谷與天曜成為至交，卻不曾想天曜被素影所害。失去摯友的長嵐幡然醒悟，不想再做一個懦弱的好人，遂投奔黑氣之主，妄圖重新制定天下規矩。後被幻小烟的幻妖秘寶戒指奪去術法，在從小長大的牢房裡自戕。 大國主 青丘國雙生子中的長子，雪凜之夫，用盡元神之力發出咒術，為了護自己的孩子，不受到傷害。 | 劉思岑   |
| 杜安琪                             | 雲曦         | 青丘狐妖公主 塵意與雪凜之女，和陸慕生相識相愛為夫妻，素影為了讓陸慕生恢復記憶取其血煉丹，最終以狐妖型態死在陸慕生眼前。 |          |
| 季晨                               | 陸慕生       | 將軍 少年時期於雪山之巔救了正在鎮守陣法的素影真人，為了能夠陪伴在素影左右，萌生了成為將軍與素影一起平定禍亂守護蒼生的夢想。最終他完成了自己的諾言成為意氣年少、策快馬握寶劍、決勝千里一騎絕塵的將軍。卻不想昔日的愛侶素影為了執念一步步背棄了當初守護蒼生的夢想。失去記憶期間與雲曦公主相愛相識結為夫妻，被素影強制服用丹藥恢復過往與素影的記憶後，也依然愛著雲曦。                                           | 許力文   |
| 劉耀元                             | 燭離         | 青丘世子 塵意與雪凜之子，無憂無慮、性格單純，當他得知長姐雲曦公主被素影所害後，率人削平廣寒門三座山頭，而他的命運也從此開始改變。回到青丘後，他先是認清二叔長嵐的真實面目，隨後又經歷了喪父之痛，歷經人間疾苦後成長為下一任青丘國主。與幻小烟相處過程中漸生情愫。 | 张思王之 |
| 張凱瑩                             | 幻小烟       | 幻王 幻妖一族遭受滅族之災後一直在迷霧森林陪伴在幻王左右當幻王仙逝後，幻小煙成為下一任幻王。幻小煙誓死找到瞳術師為幻妖一族報仇，隨後她跟著雁回等人來到青丘尋找瞳術師，歷經艱辛，終於大仇得報。之後與本不對付的青丘世子燭離展開了一段姻緣，最後，懷上青丘後裔。 | 趙夢嬌   |
| 張好傑（钊瑞）                     | 兮風         | 辰星山藥師 凌霄掌門下的小師弟，因未護下蒲芳，導致蒲芳被凌霏重傷。不顧凌霏阻攔，自斷經脈毀去修為只為前去見蒲芳，然而還是沒能趕上。兮風在蒲芳的墳墓前道三悔：「一悔不該求仙論道。二悔，即入仙門卻在初遇你之後未曾下狠手殺你。三悔，明明動了心卻未曾在那日，舍下命與道義回護與你」。兮風自絕於蒲芳的墳墓前。 | 賀文瀟   |
| 郭泱                               | 蒲芳         | 青丘藥師 五尾狐妖，過黑河採藥草時，初遇仙道兮風未被兮風下殺後喜歡兮風，一次在靈龍天曜與雁回渡黑河時，偷入陣只為前去與兮風見一面，不慎被凌霏發現導致被殺。 | 王婧兒   |
| 薩頂頂                             | 熒惑         | 蛾妖 飛蛾撲火無所懼，一念執著為真心，先前愛人因長相離她而去，相當羨慕靈龍天曜給予雁回九顆星保其生命的這份癡情。後被塵意大國主打散身上黑氣，化為原型竹蝶，並且終生不能再修煉。 | 张琰     |
| 斑瑪加                             | 伏陰         | 血海狂魔 雪凛的弟弟，千年前曾被靈龍天曜以赤焰龍牙打傷，靈龍之火亦讓他退避三舍，天生被靈龍之力克制，因此，暗地對陸慕生下手，再控制清廣真人身軀告知素影鱗龍鎧甲方可治癒之方法，想藉由素影之力毀其勁敵，後來逐漸修得人形，稱霸幽都。為打造一件不會被外物所傷的黑影袍，囚禁白曉生真身為自己所用。 |          |

## 电视剧歌曲
| 曲序 | 曲目                 |        | 作曲                   | 演唱   |
| ---- | -------------------- | ------ | ---------------------- | ------ |
| 1.   | 浮游（主题＆片头曲） | 欧小晓 | 齐凌                   | 周深   |
| 2.   | 風吹過（片尾曲）     | 欧小晓 | 齐凌                   | 刘宇宁 |
| 3.   | 啟明星（插曲）       | 欧小晓 | 齐凌                   | 侯明昊 |
| 4.   | 涅槃（插曲）         | 欧小晓 | 齐凌                   | 炎明熹 |
| 5.   | 飘雪（插曲）         | 赵瑞麟 | 朱芸编                 | 薛黛霏 |
| 6.   | 当歌（插曲）         | 王中桥 | 王中桥@向心•引力studio | 陈意涵 |